# Claudio de Lisle
Claudio de Lisle, Claudio Delisle, o Claudio de L'isle (Brussel·les? (Bèlgica), ? - Fuerteventura (Las Palmas), 15 de juny de 1743) fou un enginyer militar espanyol.
Estudià, possiblement, a l'Acadèmia Militar de Barcelona. El 1729 ingressà a l'exèrcit espanyol com a cadet i posteriorment va ser subtinent al Regiment d'Infanteria de Flandes. El 15 d'abril de 1734 és destinat a Catalunya i l'1 d'octubre de 1735 és nomenat 'enginyer extraordinari'. El 27 d'octubre d'aquest any passa a servir a l'exèrcit de Llombardia, a Sicília. El 30 de novembre de 1736 torna a Catalunya. El 23 de novembre de 1738 és destinat a Canàries, i arribà a Santa Cruz de Tenerife el 20 de juny de 1740, després de 4 mesos de recuperació d'una malaltia a França. El 4 de febrer de 1741 és promogut a tinent.
Amb la declaració de guerra entre Espanya i Gran Bretanya, el capità general de les illes, Andrés Bonito y Pignatelli, l'incorpora a l'equip d'enginyers militars per a construir les defenses de les illes. El 1741 construeix a Lanzarote la Torre de l'Àguila, prop d'on hi havia hagut la primitiva 'torre del Rubicón' feta construir per Jean de Bethencourt. El 1743 construeix a Fuerteventura el Castell de Fuste, i la Torre del Tostón. Morí a Fuerteventura el 15 de juny de 1743.